# Perle d'Or
'Perle d'Or' est un cultivar de rosier obtenu en 1875 par Joseph Rambaux (1820-1878) et mis au commerce par son gendre Francis Dubreuil (1842-1916) en France en 1883,,. 
Il est issu d'un semis de Rosa multiflora  et du rosier thé 'Madame Falcot' (Guillot, 1858). Dans la littérature concernant les roses, il est soit classé dans les rosiers de Chine, soit dans les polyanthas, et il est parfois nommé 'Yellow Cécile Brünner' (bien qu'il n'en soit pas issu), car la couleur abricot pâle et la forme de ses fleurs rappelle le rosier polyantha 'Cécile Brünner' (Pernet-Ducher 1881).

## Description
Ses fleurs sont petites et pleines (26-40 pétales), formant de petites rosettes légères d'un diamètre moyen de seulement 4 cm. Leur couleur est d'un joli chamois ambré plutôt pâle avec une touche de crème rosé qui s'éclaircit au fur et à mesure de la floraison en commençant par les bords. Leur parfum léger est fruité,,. En automne, elles laissent la place à des bouquets de fruits ovoïdes de couleur vermillon.
'Perle d'Or'  se présente comme un buisson bien ramifié au feuillage vert foncé luisant et peu épineux. Il peut atteindre 180 cm pour une envergure de 100 cm. Il supporte les hivers froids à -20°, mais il a besoin d'une protection. Il est parfait pour les jardinières,.
Une variété grimpante a été découverte en 1931, 'Perle d'Or Cl.'.

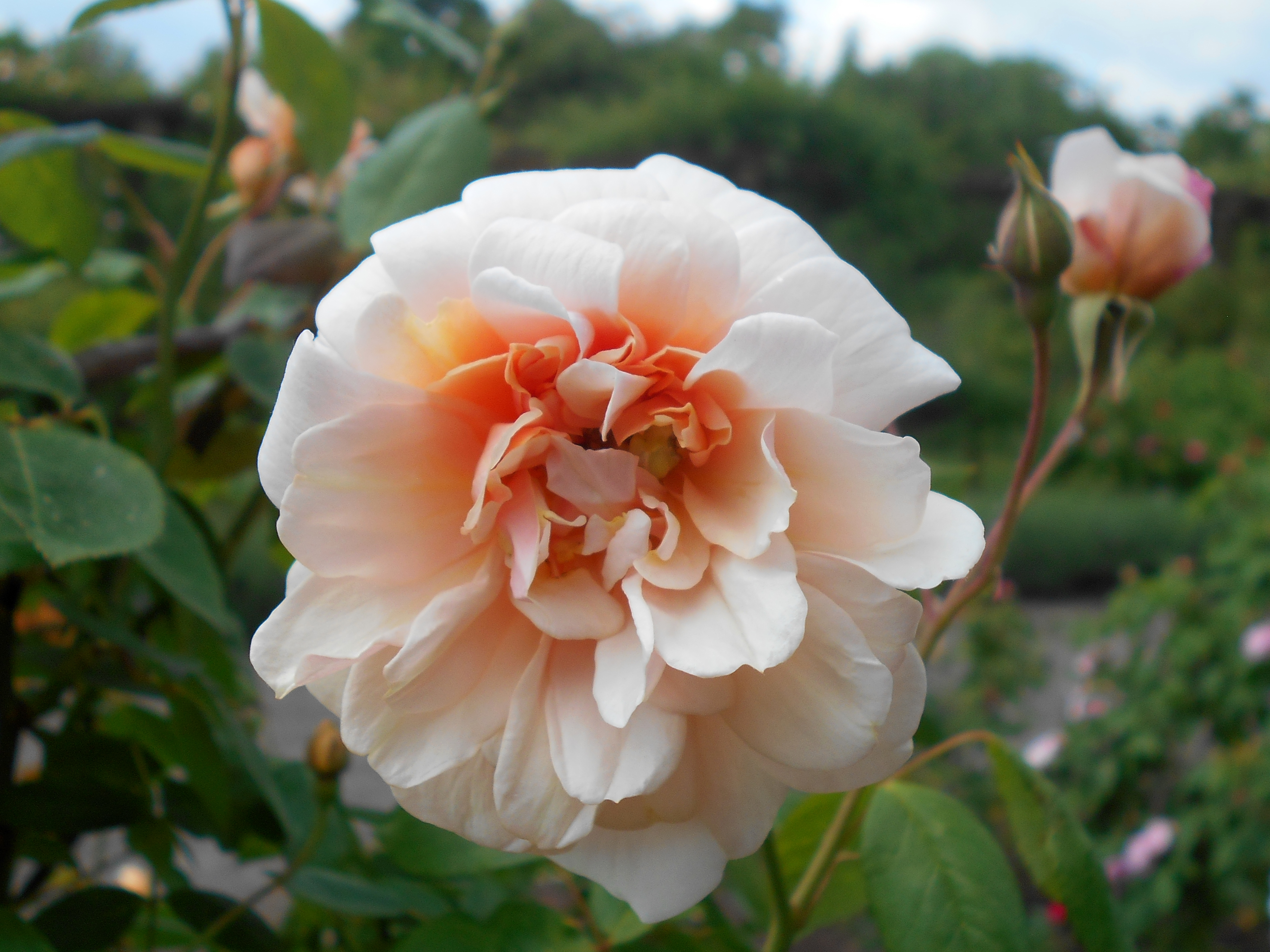
Fleur de 'Perle d'Or' au jardin botanique de Berlin.

## Descendance
Par croisement avec 'Antoine Rivoire' (Pernet-Ducher 1895), il a donné naissance à 'Toresky' (Padrosa 1931). Par croisement avec 'Gloire de Dijon' (Jacotot, 1850), il a donné naissance à 'Phyllis Bide' (Bide, 1923).

## Distinctions
La rose 'Perle d'Or' a obtenu de nombreuses distinctions, dont la médaille d'or de Lyon en 1883  et le certificat du Mérite de la Royal Horticultural Society en 1893.